# ツェポ・マシレラ
ピーター・ツェポ・マシレラ（Peter Tsepo Masilela、1985年5月5日 - ）は、南アフリカ共和国・ウィトバンク出身の元サッカー選手。現役時代のポジションは左サイドバック。

## 経歴
生まれ故郷である南アフリカ共和国のクラブを経て2007年にマッカビ・ハイファFCに加入する。
2007-08シーズンにはトトカップ、2008-09シーズンにはイスラエル・プレミアリーグ制覇に貢献している。
南アフリカ共和国代表としては、2006年からプレー。100m走を10秒台で走るという俊足を買われて左サイドバックのポジションでレギュラーの座を射止めた。地元開催の2010 FIFAワールドカップのメンバーにも選出されている。
2011年8月17日、スペインのヘタフェCFにレンタル移籍。

## 代表歴

### 出場大会
- 南アフリカ代表
  - 2010 FIFAワールドカップ

### 試合数
- 国際Aマッチ 51試合 0得点（2006年-2013年）[1]

| 南アフリカ代表 | 国際Aマッチ | 国際Aマッチ |
| 年             | 出場        | 得点        |
| -------------- | ----------- | ----------- |
| 2006           | 2           | 0           |
| 2007           | 3           | 0           |
| 2008           | 11          | 0           |
| 2009           | 13          | 0           |
| 2010           | 9           | 0           |
| 2011           | 4           | 0           |
| 2012           | 2           | 0           |
| 2013           | 7           | 0           |
| 通算           | 51          | 0           |